# Neferu (III.)
Neferu (III.), auch Nofru oder Nefru, war die Gemahlin des altägyptischen Königs Sesostris I. und die Mutter von dessen Nachfolger Amenemhet II. Sie war die Tochter von Amenemhet I. Als Mutter eines Königs trug sie den Titel Mut-nesut-biti („Mutter des Königs von Ober- und Unterägypten“). Als Tochter eines Königs trug sie den Titel „Königstochter“. Als Gemahlin eines Herrschers trug sie den Titel „Königsgemahlin“. Neferu ist in einer kleinen Pyramide innerhalb des Pyramidenbezirkes von Sesostris I. in Lischt bestattet worden. Zu ihrem Leben ist sonst nichts weiter bekannt. Sie wird in der bekannten  Geschichte von Sinuhe genannt. Sinuhe war ein Palastbeamter mit dem Titel „Diener des königlichen Harems“.